# Hipparchia malatinus
Hipparchia malatinus är en fjärilsart som beskrevs av Rühl 1894. Hipparchia malatinus ingår i släktet Hipparchia och familjen praktfjärilar. Inga underarter finns listade i Catalogue of Life.